# Музеєзнавство

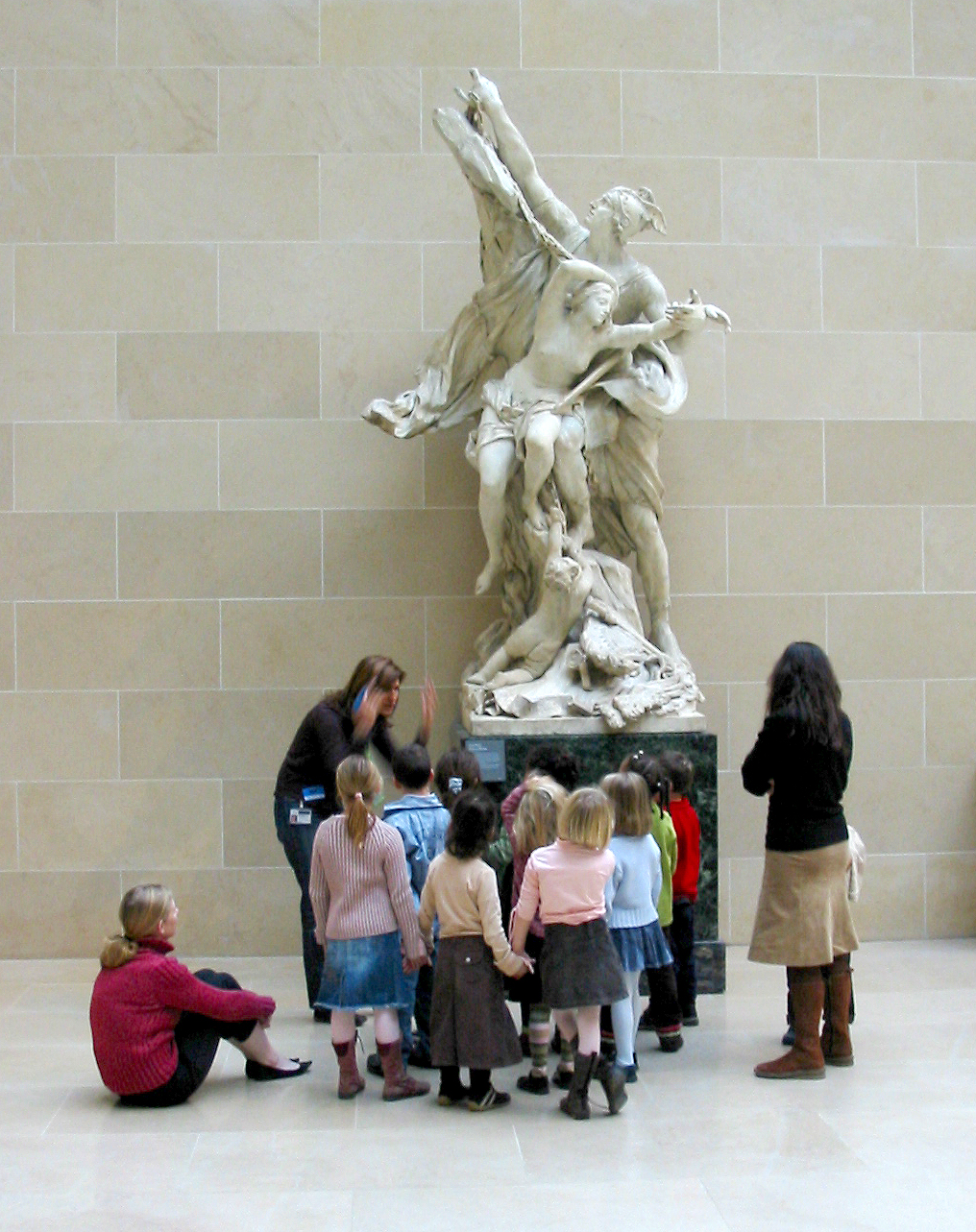
В музеї Лувр

Музеєзнавство — комплексна система знань, що вивчає теорію, історію і практику музейної справи, її правові та економічні засади, закономірності виникнення та розвитку музеїв, їхні соціальні функції, форми та способи реалізації цих функцій на різних етапах суспільного розвитку.

## Категорійний апарат
Предметом музеєзнавства є тенденції та закономірності становлення і розвитку музейної справи, наукові засади, збереження соціальної інформації, пізнання та передача знань, створення додаткового апарату.
Об'єкт складають Національний Музейний Фонд та музейні установи.
Структура музеєзнавства включає:
1. історію та історіографію;
2. теорію;
3. музейне джерелознавство;
4. прикладне музеєзнавство.

Джерельну базу та історіографію музеєзнавства складають:
- нормативні акти та документи;
- масові джерела;
- публікації, виступи, твори, промови;
- інструктивні та довідкові матеріали;
- наукові праці, мемуари, спогади тощо.

Музеєзнавство належить до інтердисциплінарних наук. Воно інтегрувало елементи різних профільних історичних дисциплін, а також спеціальні та допоміжні дисципліни: історіографію, джерелознавство, археологію, етнографію, нумізматику, сфрагістику, палеографію. Сучасний розвиток музеєзнавства неможливий без взаємодії з документознавством, архівознавством, бібліотекознавством, педагогікою, психологією, соціологією тощо.

### Історія

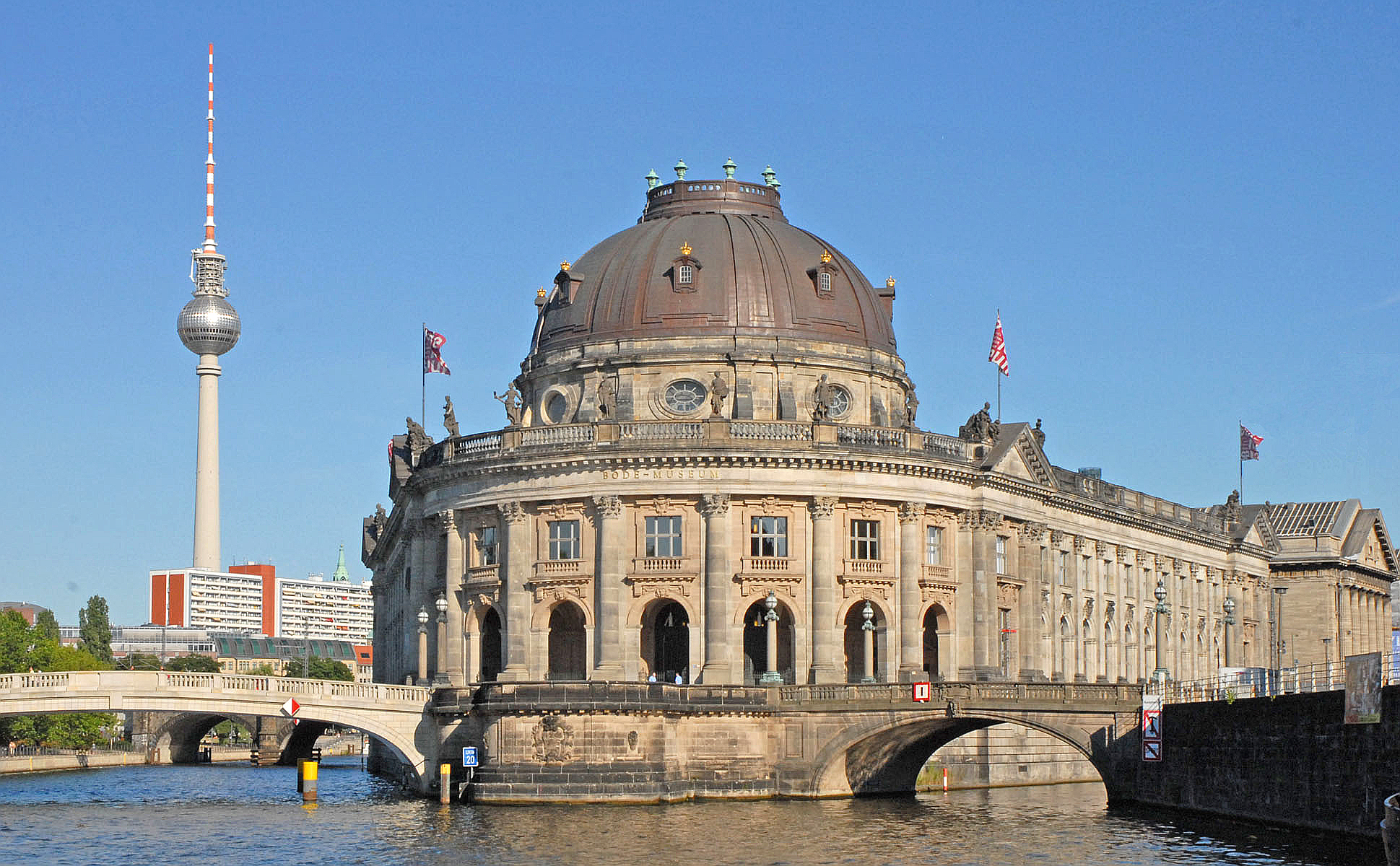
Музей Боде, в залах якого розташований Монетний кабінет Берліна

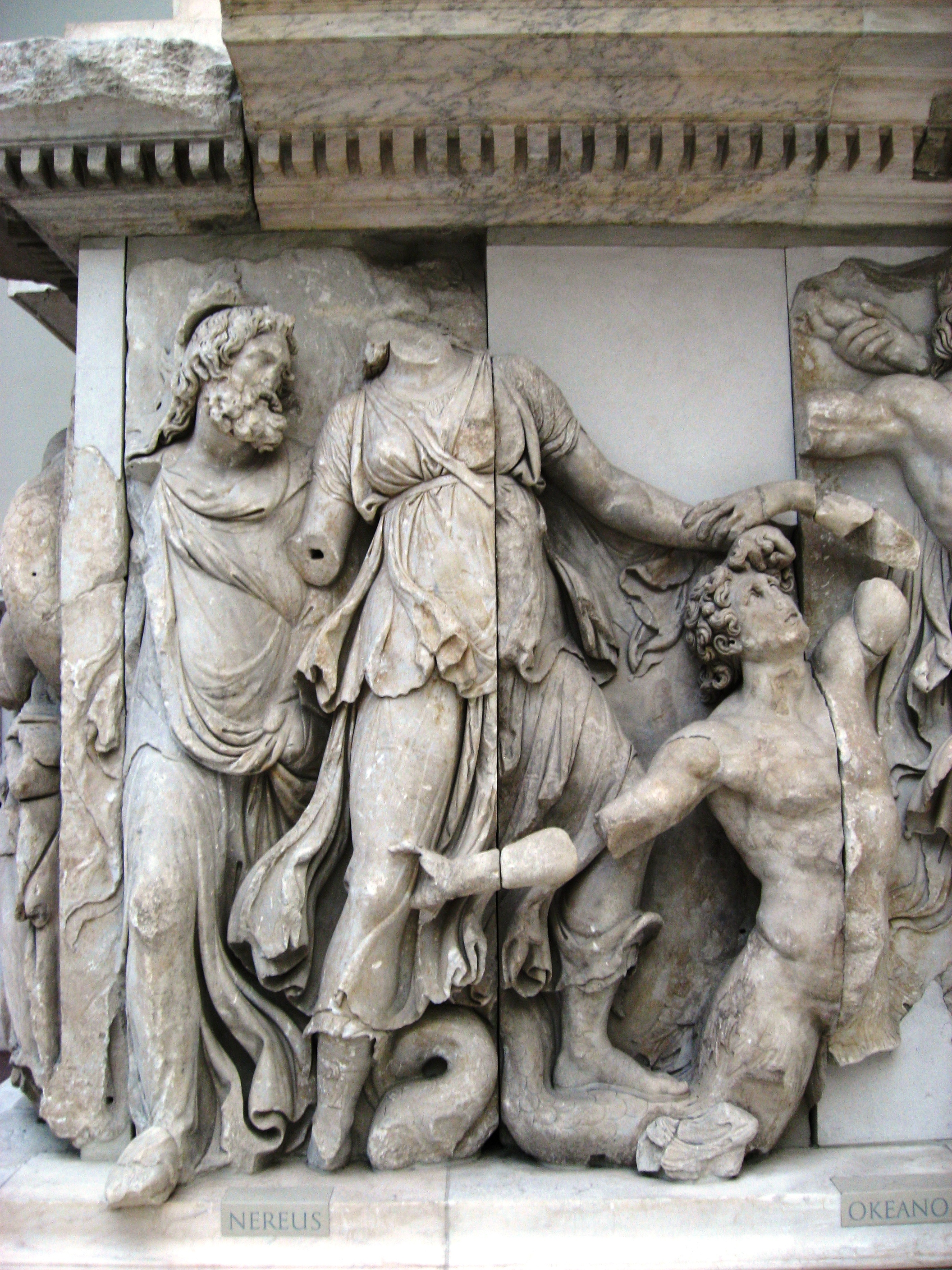
Збережена частина Пергамського вівтаря

Музеєзнавство, наука про музеї, виникла у 18 столітті вслід за появою державних музеїв. В другій половині 19 століття музеєзнавство сформувалось як наука, тоді ж з'являється і сам термін.
У 1877 р. в місті Дрезден почав друкуватися журнал «Zeitschrift für Museologie und Antiquitätenkunden» («Журнал музеології та антикваріату»), що сприяло розповсюдженню знань про музейну справу в Німеччині. Після об'єднання німецьких князівств в єдину державу, столицею обрали Берлін, де розпочалося будівнцтво музейного містечка. Так виник Музейний острів. Працівники нового музейного закладу активно збирали, купували, розшукували картини старих майстрів Італії, Нідерландів XV–XVI століть, німецьких майстрів доби відродження, староєгипетську, античну, елліністичну скульптуру тощо.
Саме в 19 ст. Берлін отримав з території Малої Азії (тодішня територія турецької Османської імперії) залишки мармурів Пергамського вівтаря, частини якого місцеве населення встигло перепалити на вапно. Ще не змонтовані рельєфи Пергамського вівтаря, розкладені на підлозі, бачив письменник Тургенєв Іван Сергійович, залишивши натхнені відгуки про всесвітньо відомий тепер твір.
Усвідомлення мистецької та наукової вартості нумізматичної колекції пруських князів, а потім королів, призвело у 1868 р. до надання збірці статусу самостійного музею. З 1868 по 1918 рр. музейний заклад отримував значні грошові кошти на придбання та поповнення нумізматичних колекцій. Мав музейний заклад і дарунки приватних збірок. Так виник Монетний кабінет (Берлін) , що увійшов до переліку найбільших в Європі.
Берлін став відомим музейним центром поряд з Парижем та Лондоном, а фахівці — музейники Берліна консультували працівників музейних чи приватних збірок навіть в інших країнах. Зафіксовані візити берлінських науковців в Імператорський Ермітаж в Петербурзі з приводу атрибуції картин. Поради від музейників Берліна отримував і Ханенко Б. І. (Ханенко Богдан Іванович), засновник теперішнього Музею мистецтв імені Богдана та Варвари Ханенків в Києві.

### Музеєзнавство в інших країнах
- Фінляндія. Музеєзнавство викладають в університеті Ювяскуля з 1983 р. З 1984 р. — також в університеті міста Турку.
- Швеція . З середини 1990-х рр. музеєзнавство викладають в серед яких — Уппсала, Лунд, Гетеборг. Швеція має й першу музеєзнавську дисертацію — «Садиба 1890—1930 рр. в сьогодені і в майбутньому. Музеєзнавське дослідження задля збереження та оновлення», 2000 р. (Maria Björkroth, Hembygd i samtid och framtid 1890—1930. En museologisk studie av att bevara och förnya, 2000.)
- Франція . Низка французьких університетів готує фахівців з музеєзнавства, починаючи з Вищої школи Лувру (фр. École du Louvre).

## Українські музеєзнавці
Микола Біляшівський
 Юрій Вакуленко
Василь Василько
Леонід Ґріффен
Ладимир Константинов
Галина Мезенцева
Петро Рулін
 Ніна Саєнко
Іларіон Свєнціцький
Олеся Стасюк
Олена Титова
Юрій Омельченко
Федір Шміт